# Phaulochernes maoricus
Phaulochernes maoricus är en spindeldjursart som beskrevs av Beier 1976. Phaulochernes maoricus ingår i släktet Phaulochernes och familjen blindklokrypare. Inga underarter finns listade i Catalogue of Life.